# Долење Кроново
Долење Кроново (словен. Dolenje Kronovo) је насељено место у општини Шмарјешке Топлице, регија Југоисточна Словенија, Словенија.

## Историја
До територијалне реорганизације у Словенији било је у саставу старе општине Ново Место.

## Становништво
У попису становништва из 2011. године, Долење Кроново је имало 119 становника.
| Број становника према пописима | Број становника према пописима | Број становника према пописима |
| ------------------------------ | ------------------------------ | ------------------------------ |
| 1991                           | 2002                           | 2011                           |
| 121                            | 135                            | 119                            |